# Carrasco Polo Club
Carrasco Polo Club – urugwajski wielosekcyjny klub sportowy z siedzibą w Montevideo, najbardziej znany ze swojej sekcji rugby union.
W klubie uprawiane jest również jeździectwo, polo, hokej na trawie, piłka nożna oraz tenis.

## Historia
Carrasco Polo Club powstał w 1933 roku na bazie zlikwidowanego „Montevideo Polo Club” utworzonego trzy lata wcześniej. W 1939 roku uzyskał osobowość prawną, a już rok później liczył 72 członków. W połowie lat czterdziestych mając 350 członków klub uzyskał stabilność finansową, co pociągnęło za sobą decyzję o zakupie terenu na własną siedzibę. Główna infrastruktura – budynek klubu, stajnie, boiska – powstały w latach 1949–1952, natomiast przez kolejne dziesięciolecia następowała ich rozbudowa i budowa nowych obiektów. Na początku XXI wieku został przyjęty plan modernizacji związany z nową wizją klubu.

## Rugby union
Drużyna rugby union występuje w Campeonato Uruguayo de Rugby od edycji zorganizowanej w 1950 roku – retrospektywnie uznanej za pierwsze mistrzostwa kraju. Wzięły w niej udział prócz dwóch drużyn Carrasco Polo Club także Montevideo Cricket Club, Old Boys Club oraz Colonia Rugby. Od roku 1951 po oficjalnym utworzeniu Unión de Rugby del Uruguay przystąpił do rozgrywek o mistrzostwo Urugwaju, w których odtąd nieprzerwanie uczestniczy. Do 2013 roku drużyna zdobyła dwadzieścia pięć tytułów mistrza kraju seniorów, w tym siedemnaście z rzędu w latach 1990–2006 oraz wiele tytułów w kategoriach juniorskich.

### Sukcesy
Mistrzostwo Urugwaju (27): 1952, 1961, 1966, 1981, 1983, 1990, 1991, 1992, 1993, 1994, 1995, 1996, 1997, 1998, 1999, 2000, 2001, 2002, 2003, 2004, 2005, 2006, 2008, 2009, 2011, 2012, 2014.